# Stazione di Milano Porta Garibaldi
Stazione di Milano Porta Garibaldi vasútállomás Olaszországban, Lombardia régióban, Milánó településen.

## Vasútvonalak
Az állomást az alábbi vasútvonalak érintik:
- Chiasso–Milánó-vasútvonal
- Domodossola–Milánó-vasútvonal
- Lecco–Milánó-vasútvonal
- Luino–Milánó-vasútvonal
- Stabio/Porto Ceresio–Milánó-vasútvonal
- Torino–Milánó-vasútvonal

## Kapcsolódó állomások
A vasútállomáshoz az alábbi állomások vannak a legközelebb: